# یواس‌سی‌جی‌سی وودراش (دبلیوال‌بی-۴۰۷)
یواس‌سی‌جی‌سی وودراش (دبلیوال‌بی-۴۰۷) (به انگلیسی: USCGC Woodrush (WLB-407)) یک کشتی بود که طول آن ۱۸۰ فوت (۵۵ متر) بود. این کشتی در سال ۱۹۴۴ ساخته شد.